# Beverley Whitfield
Beverley Joy Whitfield (ur. 15 czerwca 1954 w Wollongong, zm. 20 sierpnia 1996 w Shellharbour) – australijska pływaczka, dwukrotna medalistka olimpijska z Monachium.
Specjalizowała się w stylu klasycznym. Zawody w 1972 były jej jedynymi igrzyskami olimpijskimi. Zwyciężyła na dystansie 200 metrów stylem klasycznym, była trzecia na dwukrotnie krótszym dystansie. Zwyciężała na igrzyskach Wspólnoty Narodów w 1970 (dwa tytułu indywidualne – 100 m i 200 m żabką, sztafeta 4 × 100 m stylem zmiennym). Była mistrzynią Australii i Nowej Zelandii. W 1995 została przyjęta do International Swimming Hall of Fame.